# IPhone 15 Pro
iPhone 15 Pro/15 Pro Max（アイフォーン フィフティーン プロ/フィフティーン プロ マックス）は、Appleが開発・販売していたスマートフォンで、iPhone 14 Proに続く、第17世代目のハイエンドモデルである。2025年3月リリースのiOS 18.4から生成AIプラットフォームのApple Intelligenceベータ版で日本語も含めた多言語に対応してる。

## 概要
2023年9月13日午前2時（日本時間）に開催されたApple Special Eventで発表された。
予約注文は2023年9月15日21時（日本時間）から開始、Apple Storeをはじめとして、通信事業者大手のNTTドコモ、au（KDDI・沖縄セルラー電話連合）、ソフトバンク、楽天モバイルのMNO 4社から、iPhone 15 Proと15 Pro MaxはiPhone 15と同時に2023年9月22日（日本時間）に発売された。
価格は、iPhone 15 Pro（128GBモデル）でUS$ 999/159,800円（税込）〔Apple Store価格〕から。
2024年9月10日にiPhone 16 Pro、iPhone 16 Pro Maxの発表に伴い、Apple Storeでの販売を終了した。

## デザイン
「iPhone 15 Pro」では、iPhoneとして初めて外装のフレーム部分にチタン合金が採用された。チタンは強度重量比が最も高い金属のひとつであり、航空宇宙産業レベルのグレード 5 チタニウム合金（PVDコーティング）と、内部に100％再生アルミニウム合金の熱機械的処理と固体拡散による接合を採用したことによって大幅な軽量化を実現した。先代のiPhone 14 Pro/Pro Maxが206g/240gであるのに対し、iPhone 15 Pro/Pro Maxは187g/221gとなっている。また、側面がなだらかにカーブ状に加工されており、手にフィットする形状である。
| カラー | カラーネーム         |
| ------ | -------------------- |
|        | ナチュラルチタニウム |
|        | ブルーチタニウム     |
|        | ホワイトチタニウム   |
|        | ブラックチタニウム   |

## 仕様

### iPhone 15 Proシリーズからの新機能

#### 5倍望遠レンズ
iPhone 15 Pro Maxでは初めてテトラプリズムを採用した5倍望遠レンズを搭載している。

#### 空間ビデオ・写真撮影
超広角カメラとメインカメラを同時利用し、Apple Vision Pro向けの3D動画及び画像を撮影することができる。

#### アクションボタン
「着信/消音」ボタンが廃止され、新たに「アクションボタン」が採用された。消音への切り替えだけでなく、カメラやフラッシュライト、ボイスメモの起動など、ショートカットの用途で活用でき、カスタマイズできる。

#### USB-Cコネクタ
iPhone 15シリーズとともにLightningコネクタが廃止され、iPhoneシリーズで初めてUSB-Cコネクタが採用された。iPhone 15シリーズがUSB 2（最大480Mbps）まで対応しているのに対し、iPhone 15 ProシリーズはA17 Proに内蔵されたUSB 3コントローラにより最大10Gbps（USB 3.2 Gen2 SuperSpeed+）に対応している。最大4.5Wでの給電にも対応する。

#### A17 Pro
業界初の3nmテクノロジーを採用し、CPU 6コア、GPU 6コアのA17 Proチップを搭載している。また、ハードウェア・アクセラレーテッド・レイトレーシングを初めて採用しており、ソフトウェアベースのレイトレーシングよりも最大4倍高速になっている。

#### バッテリー
フル充電サイクルをiPhone 14までの倍の1,000回繰り返したても80%を維持するよう設計されている。

#### カメラ
メイン4,800万画素+超広角1,200万画素+望遠1,200万画素のトリプルカメラ構成に加えて、光学ズームはiPhone 15 Proでは3倍、iPhone 15 Pro Maxでは5倍に対応、デジタルズームはiPhone 15 Proでは最大15倍、iPhone 15 Pro Maxでは25倍に対応している。マクロ撮影（被写体に2センチほど近づけば自動的に超広角カメラに切り替わりマクロ撮影が可能）、ナイトモード（暗い場所でも明るく写真に収める）、Apple ProRAWなども搭載。動画においては、4K 60fpsの動画撮影に対応し、非常に高精細な動画が撮影可能。またLogビデオ撮影やマクロビデオ撮影などにも対応している。

### 充電
充電はUSB-PDで20W以上のアダプタを使用して急速充電（最大27W）を行った場合、iPhone 15 Proは30分で、iPhone 15 Pro Maxは35分で、50%充電することが可能。 無線充電は、Qi2とMagSafeによる最大15Wの給電に対応している。

### 防水・防塵
IEC規格60529にもとづくIP68等級に適合した防水防塵性能を備えている。(最大水深6メートルで最大30分間)。

### 5G対応と通信速度
4x4 MIMOを使用したLAA対応ギガビットLTEと5G Sub-6, 5G SAに対応しており、高速通信が可能になっている。
au Starlink Direct対応。

#### 5G NR
ドコモでは受信最大4.2Gbps/送信最大218Mbpsと発表されている。KDDIでは受信最大4.1Gbps/送信最大218Mbpsと発表されている。ソフトバンクでは受信最大2.6Gbps/送信最大159Mbpsに留まる。いずれもiPhone 14 Pro/14 Pro Maxとほとんど変わっていないが、新型モデムSnapdragon X70採用により実効速度が上がったことが判明している。
5G NRの対応周波数： n1 (2100MHz)・n2 (1900MHz)・n3 (1800MHz)・n5 (850MHz)・n7 (2600MHz)・n8 (900MHz)・n12 (700MHz) ・n14 (700MHz) ・n20 (800DD)・n25 (1900MHz)・n26 (850MHz)・n28 (700APT)・n29 (700Lower SMH)・n30 (2300WCS)・n38 (TD2600)・n40 (TD2300)・n41 (TD2500)・n48(TDD3500)・n53(TDD2400)・n66 (AWS-3)・n70(FDD2000)・n71 (600 MHz)・n75 (1500MHz)・n76 (1500MHz)・n77 (TD3700)・n78 (TD3500)・n79 (TD4700)。
※太字は新たに加わったバンド。
※斜体は、日本国内で対応するsub-6GHz帯。
iOS 17.6以降では、Appleと米Globalstarとの提携による衛星通信n53(2.4GHz帯)の電波による緊急SOSに対応している。

#### 4G
ドコモでは受信最大1.7Gbps/送信最大131.3Mbpsと発表されている。ソフトバンクでは受信最大838Mbps/送信最大46Mbpsに留まる。
- FDD-LTE：バンド1、2、3、4、5、7、8、11、12、13、14、17、18、19、20、21、25、26、28、29、30、32、66、71
- TD-LTE：バンド34、38、39、40、41、42、46、48、53

## 画像
- iPhone 15 Pro
- iPhone 15 Pro Max
- iPhone 15 Pro シリーズ

## その他
- Yat-Kha - iPhone 15 ProのTVCM曲として、"Karangailyg Kara Hovaa (Dyngyldai)"が使われた。